# Zona maritimă a Dobrogei de sud
Zona maritimă este o formațiune geografică ce face parte din Podișul Dobrogei de Sud, situată pe teritoriul județului Constanța  și mărginită la răsărit de litoralul mării Negre.

## Descriere
Zona maritimă este reprezentată de terasele de abraziune marină și de eroziune desfășurate între limita de nord a județului și granița cu Bulgaria.
Dintre cercetătorii care au studiat Zona Maritimă a Dobrogei, amintim pe Vintilă Mihăilescu (1966), care distinge mai multe sectoare: Prispa Hamangia (Podișul Casimcei), Prispa Fântânele (SE podișului Casimcei) și Podișul Litoralului (între Lacul Tașaul și granița de stat cu Bulgaria).
Partea nordică, corespunzătoare celor două prispe, are o lățime cuprinsă între 5–8 km și 15 km în nord și peste 20 km în zona Tariverde - Chituc.
La contactul cu podișul Casimcei ( cu altitudine de 85 –175 m) se află terasa de abraziune maritimă de 55–85 m, iar spre est se află perisipul care separă Complexul lacustru Corbu - Tașaul de mare, care se prelungește spre nord cu grindul Chituc - până la Gura Portița care separă Complexul lacustru Razim - Sinoe de Marea Neagră.
Grindul Chituc, are o lungime de 24 km si o lățime de la 0.5 km pana la 4 km, ocupând o suprafață de 5425 ha și o înălțime cuprinsă între 2 și 3 m.
Relieful caracteristic pentru treapta joasă este format din:
- forme de eroziune marină (faleze marine vechi, insule tectono-abrazive, faleze marine actuale);
- forme de eroziune lacustră (falezele actuale, sculptate în depozite loessoide, calcare și șisturi verzi);
- forme de acumulare marină și lacustră (cordoane litorale sau perisipuri și trepte joase inundabile);
Relieful treptei înalte, vestice este constituit în două terase de abraziune marină cu altitudinea de 35–55 m si 55–85 m, cu aspect de poduri ușor ondulate, presărate cu martori de eroziune. Aceste terase sunt acoperite de o cuvertură de depozite de loess.
Partea sudică, corespunzătoare Podișului Litoralului, este delimitată spre vest de altitudinile cuprinse între 85 -100m, unde se face trecerea spre podișul Dobrogei de Sud (Medgidiei și Topraisarului). Lățimea acestui sector este cuprinsă între 10–12 km.
Zona litorală este marcată de mai multe trepte:
- 5–15 m de-a lungul țărmului;
- 20 –30 m, cu mare continuitate, pătrunzând mult în interior, formând o treaptă distinctă în jurul limanelor și lagunelor;
- 35–45 m, cu mare continuitate, constituind o treaptă mai lată decât celelalte înconjurând limanele și lagunele maritime;
- 50–60 m, cea mai dezvoltată treaptă cu lățimi cuprinse între 500 m și 4–5 km;
- 70–85 m, cea mai înaltă treaptă situată la contactul cu podișurile interioare;
Aceste 5 trepte sculptate în depozitele sarmațiene sunt acoperite de depozite de loess. De remarcat că pe suprafața județului Constanța relieful de platformă este fragmentat de numeroase văi cu orientări diferite.
Pe latura litorală văile sunt orientate NV-SE în sectorul nordic și V-E în sectorul sudic.
Cele mai importante văi sunt: Casimcea, Sărături, Nuntași, Topolog - Saraiu, Cichirgeaua. Văile sunt înguste, în partea superioară, având aspectul de chei, iar pe cursul mijlociu și inferior devin asimetrice, având versantul sudic sculptat în șisturi verzi.